# Schwarzschwanz-Lärmvogel
Der Schwarzschwanz-Lärmvogel (Crinifer piscator), auch Westlicher Brauner Lärmvogel genannt, ist ein Vogel aus der Familie der Turakos, der in West- und Zentralafrika von Senegal und Gambia im Westen bis zum südlichen Tschad und der Zentralafrikanischen Republik im Osten vorkommt. Eine vom Hauptverbreitungsgebiet isolierte Population lebt im Westen der Demokratischen Republik Kongo zwischen Kinshasa und Pool Malebo.

## Merkmale
Der Schwarzschwanz-Lärmvogel erreicht eine Gesamtlänge von etwa 50 Zentimeter, wobei der Schwanz knapp die Hälfte dieser Länge einnimmt. Der vordere und der obere Kopfbereich, die Wangen, der Hals, die Kehle und der obere Brustbereich sind dunkelbraun. Der untere Brustbereich, der Bauch und die Seiten sind mit weißlichen Federn mit braunen von den Federschaften gebildeten Streifen bedeckt. Im Nacken sitzt ein zottiger Kamm, der von schmalen dunkelbraunen Federn mit weißen Rändern gebildet wird. Der Rücken ist silbergrau mit dunkelbraunen Flecken, die Flügeldecken sind grau mit dunkelbraunen Federschäften und einem Fleck an den Spitzen der Federn und schmalen hellgrauen Rändern. Die Schwanzfedern sind schwarzbraun. Der untere Brustbereich, die Seiten und der Bauch sind weißlich mit grauen von den Federschäften gebildeten Mittelstreifen. Der große, kräftige Schnabel ist hell zitronengelb mit einer grünen Basis, die Augen sind dunkelbraun, Beine und Füße braun. Jungtiere ähneln den Altvögeln, haben aber einen kürzeren Kamm.

## Lebensraum und Lebensweise
Der Schwarzschwanz-Lärmvogel kommt zwischen der Sahelzone im Norden und dem nördlichen Rand des westafrikanischen Regenwaldes im Süden vor und lebt in Baumsavannen, in Baumbeständen am Rand des offenen Graslandes oder von Sümpfen und in landwirtschaftlich genutzten Regionen von Meeresspiegelhöhe bis in Höhen von 1300 Metern. Im größten Teil des Verbreitungsgebietes ist er ein Standvogel. Er ernährt sich von wild wachsenden und kultivierten Früchten, darunter sind unter anderem Feigen, Datteln, Mangos, Guaven, Breiäpfel, die Früchte der Ölpalme, des Niembaums und von Cordia senegalensis und Ziziphus mucronata.
Je nach Region brüten die Vögel zu unterschiedlichen Zeiten, generell aber im Zeitraum zwischen Januar und Oktober. Das Nest ist eine aus trockenen, dünnen Zweigen gebaute Plattform mit einem durchschnittlichen Durchmesser von 30 Zentimeter und einer Höhe von 12 Zentimeter. Es wird in einer Höhe von 6 bis 15 Metern in einem belaubten Baum errichtet. Das Gelege besteht aus 2 bis 3 Eiern von grau-weißer oder bläulich-weißer Farbe, die 27 bis 28 Tage lang von beiden Eltern abwechselnd bebrütet werden. Wie andere Lärmvögel fällt der Schwarzschwanz-Lärmvogel durch seine lauten, entweder gackernden oder stotternden Rufe auf.

## Systematik
Der wissenschaftliche Name des Schwarzschwanz-Lärmvogels wurde bereits 1783 durch den niederländischen Naturforscher Pieter Boddaert eingeführt. Er ordnete ihn unter der Bezeichnung Falco piscator damals allerdings den Falken zu. Heute bildet er mit 4 weiteren Arten die Gattung der Lärmvögel (Crinifer), die 1821 durch den polnischen Zoologen Feliks Paweł Jarocki aufgestellt wurde. Die Lärmvögel gehören zur Familie der Turakos (Musophagidae) und werden dort in eine monotypische Unterfamilie gesellt, die Criniferinae. Diese ist die Schwestergruppe aller anderen Turakos. Der Schwarzschwanz-Lärmvogel ist sehr nah mit dem Binden-Lärmvogel (Crinifer zonurus) verwandt und wurde in der Vergangenheit als konspezifisch mit dieser Art angesehen.

## Gefährdung
Der Bestand des Schwarzschwanz-Lärmvogels wird von der IUCN als ungefährdet eingeschätzt. Die Art hat ein sehr großes Verbreitungsgebiet, ist in den meisten Bereichen des Verbreitungsgebietes relativ häufig und es wurde bisher kein bedeutender Bestandsrückgang festgestellt. Nur in Senegal und Gambia ist sie in einigen Gebieten verschwunden.